# Mistrovství světa v atletice 2009 – Muži desetiboj
Desetiboj mužů na Mistrovství světa v atletice 2009 se konal ve dnech 19. srpna a 20. srpna 2009 na berlínském olympijském stadionu.
Na startu berlínského desetiboje chyběl olympijský vítěz z Pekingu Američan Bryan Clay, který se nemohl zúčastnit amerického mistrovství v Eugene. Důvodem bylo zranění přitahovače na stehenním svalu . Do Berlína přitom mohli odcestovat jen tři nejlepší z národního šampionátu. O šampionát přišel i Němec Michael Schrader , který vyhrál desetiboj v rakouském Götzisu v novém osobním rekordu 8 522 bodů. Měsíc před startem šampionátu mu však vystavila stop únavová zlomenina nohy.

## Medailisté
| Zlato             | Stříbro             | Bronz                    |
| Trey Hardee 8 790 | Leonel Suárez 8 640 | Alexandr Pogorelov 8 528 |

## Nejlepší výkony
Američan Trey Hardee , pozdější mistr světa roku 2009 zvítězil ve třech z deseti disciplín (100 m, 110 m př., tyč). Roman Šebrle překonal laťku ve výšce 211 cm napoprvé a vyhrál předposlední disciplínu úvodního dne, když předtím ani jednou neopravoval. Kubánec Suárez a Bělorus Kravčenko překonali rovněž 211 cm ale v technickém zápisu měli oba jednu opravu. Poslední disciplínu prvého dne, čtvrtku mužů vyhrál v novém osobním rekordu 46,15 Kubánec Díaz. Jedná se o nejrychlejší desetibojařskou čtvrtku v celé historii MS.
Rus Alexej Sysojev zářil druhý soutěžní den v diskařské části, když jako jediný přehodil padesátimetrovou hranici (53,03 m). Druhý Dmitrij Karpov z Kazachstánu zaostal o více než čtyři metry (48,93 m). V oštěpařské části se dařilo Kubánci Suárezovi, který předvedl hod dlouhý 75,19 m. Přes 75 metrů se dostal i Švéd Nicklas Wiberg, pro kterého znamenal výkon 75,02 m nové osobní maximum. Ukrajinec Oleksij Kasjanov jako jediný nepřehodil padesátimetrovou hranici (49,00 m) a díky špatnému oštěpu nedosáhl na jednu z medailí, když nakonec skončil čtvrtý.
| Disciplína | Jméno                                       | Národnost            | Výkon              |
| 100 m      | Trey Hardee                                 | USA                  | 10,45 (987 bodů)   |
| Dálka      | Ashton Eaton                                | USA                  | 7,85 m (1022 bodů) |
| Koule      | Alexandr Pogorelov                          | Rusko                | 16,65 m (891 bodů) |
| Výška      | Roman Šebrle Leonel Suárez Andrej Kravčenko | Česko Kuba Bělorusko | 2,11 m (906 bodů)  |
| 400 m      | Yunior Díaz                                 | Kuba                 | 46,15 (1001 bodů)  |
| 110 m př.  | Trey Hardee                                 | USA                  | 13,86 (993 bodů)   |
| Disk       | Alexej Sysojev                              | Rusko                | 53,03 m (934 bodů) |
| Tyč        | Trey Hardee                                 | USA                  | 5,20 m (972 bodů)  |
| Oštěp      | Leonel Suárez                               | Kuba                 | 75,19 m (969 bodů) |
| 1500 m     | Larbi Bouraada                              | Alžírsko             | 4:12,15 (866 bodů) |
| ---------- | ------------------------------------------- | -------------------- | ------------------ |

## Výsledky
Dvoudenní závod dokončilo 34 z celkových 38 desetibojařů, kteří se postavili na start. Hned v první disciplíně skončil vicemistr světa z roku 2007 a vítěz kladenského desetiboje (2008, 2009) Jamajčan Maurice Smith, který se v polovině stovky chytil za stehno a odstoupil. Po třech přešlapech v dálce skončil i halový mistr Evropy z roku 2009 Estonec Mikk Pahapill, byť ještě absolvoval třetí disciplínu vrh koulí. Po prvním dnu vedl Ukrajinec Oleksej Kasjanov (4 555), Roman Šebrle byl sedmý (4 324) .
| *                | Jméno              | Národnost    | 100 m | Dálka  | Koule   | Výška  | 400 m | 110 m př. | Disk    | Tyč    | Oštěp   | 1500 m  | Výkon      |
| ---------------- | ------------------ | ------------ | ----- | ------ | ------- | ------ | ----- | --------- | ------- | ------ | ------- | ------- | ---------- |
| Zlatá medaile    | Trey Hardee        | USA          | 10,45 | 7,83 m | 15,33 m | 1,99 m | 48,13 | 13,86     | 48,08 m | 5,20 m | 68,00 m | 4:48,91 | 8 790 (WL) |
| Stříbrná medaile | Leonel Suárez      | Kuba         | 11,13 | 7,24 m | 15,20 m | 2,11 m | 48,00 | 14,45     | 44,71 m | 5,00 m | 75,19 m | 4:27,25 | 8 640      |
| Bronzová medaile | Alexandr Pogorelov | Rusko        | 10,95 | 7,49 m | 16,65 m | 2,08 m | 50,27 | 14,19     | 48,46 m | 5,10 m | 63,95 m | 4:48,70 | 8 528 (PB) |
| 4.               | Oleksij Kasjanov   | Ukrajina     | 10,63 | 7,80 m | 15,72 m | 2,05 m | 47,85 | 14,44     | 46,70 m | 4,80 m | 49,00 m | 4:24,52 | 8 479 (PB) |
| 5.               | Alexej Sysojev     | Rusko        | 10,85 | 6,87 m | 16,17 m | 2,02 m | 49,32 | 14,97     | 53,03 m | 5,10 m | 64,55 m | 4:34,97 | 8 454 (SB) |
| 6.               | Pascal Behrenbruch | Německo      | 10,92 | 7,09 m | 15,77 m | 2,02 m | 48,72 | 14,24     | 48,06 m | 4,80 m | 69,72 m | 4:39,45 | 8 439 (PB) |
| 7.               | Nicklas Wiberg     | Švédsko      | 10,96 | 7,25 m | 14,99 m | 2,05 m | 48,73 | 14,75     | 42,28 m | 4,50 m | 75,02 m | 4:17,05 | 8 406 (NR) |
| 8.               | Yordani García     | Kuba         | 10,60 | 7,05 m | 15,15 m | 2,08 m | 48,34 | 14,08     | 44,40 m | 4,70 m | 69,37 m | 4:49,45 | 8 387      |
| 9.               | Yunior Díaz        | Kuba         | 10,66 | 7,72 m | 14,54 m | 2,02 m | 46,15 | 14,56     | 43,52 m | 4,60 m | 60,09 m | 4:40,58 | 8 357 (PB) |
| 10.              | Andrej Kravčenko   | Bělorusko    | 11,18 | 7,62 m | 13,96 m | 2,11 m | 48,77 | 14,13     | 42,24 m | 4,90 m | 60,71 m | 4:37,77 | 8 281      |
| 11.              | Roman Šebrle       | Česko        | 11,16 | 7,80 m | 14,98 m | 2,11 m | 50,42 | 14,44     | 46,30 m | 4,60 m | 65,61 m | 4:50,33 | 8 266      |
| 12.              | Romain Barras      | Francie      | 11,14 | 7,04 m | 14,78 m | 1,99 m | 49,66 | 14,27     | 45,62 m | 5,00 m | 61,24 m | 4:27,04 | 8 204      |
| 13.              | Larbi Bouraada     | Alžírsko     | 10,68 | 7,35 m | 12,30 m | 2,05 m | 48,58 | 14,57     | 37,83 m | 4,70 m | 62,53 m | 4:12,15 | 8 171 (AR) |
| 14.              | Willem Coertzen    | Jižní Afrika | 10,89 | 7,32 m | 13,16 m | 2,02 m | 48,63 | 14,26     | 42,40 m | 4,60 m | 65,46 m | 4:32,57 | 8 146 (NR) |
| 15.              | Andres Raja        | Estonsko     | 10,82 | 7,38 m | 14,55 m | 1,99 m | 49,00 | 14,22     | 42,75 m | 4,80 m | 57,73 m | 4:40,73 | 8 119 (PB) |
| 16.              | Norman Müller      | Německo      | 11,01 | 7,35 m | 14,93 m | 1,99 m | 48,20 | 14,59     | 41,21 m | 4,80 m | 57,40 m | 4:33,02 | 8 096      |
| 17.              | Vasilij Charlamov  | Rusko        | 11,22 | 7,38 m | 14,95 m | 1,93 m | 49,44 | 14,83     | 46,24 m | 5,00 m | 59,93 m | 4:41,54 | 8 065      |
| 18.              | Ashton Eaton       | USA          | 10,53 | 7,85 m | 12,26 m | 2,02 m | 47,75 | 14,28     | 37,15 m | 5,00 m | 50,87 m | 4:45,03 | 8 061      |
| 19.              | Eugene Martineau   | Nizozemsko   | 11,18 | 7,41 m | 12,66 m | 1,99 m | 50,26 | 14,91     | 44,94 m | 4,80 m | 70,14 m | 4:35,27 | 8 055      |
| 20.              | Ingmar Vos         | Nizozemsko   | 10,90 | 7,21 m | 13,78 m | 2,02 m | 49,99 | 14,51     | 42,39 m | 4,40 m | 64,27 m | 4:28,51 | 8 009 (PB) |
| 21.              | Dmitrij Karpov     | Kazachstán   | 11,02 | 6,86 m | 15,27 m | 2,05 m | 49,45 | 14,46     | 48,93 m | 4,80 m | 51,38 m | 4:53,61 | 7 952      |
| 34.              | Atis Vaisjuns      | Lotyšsko     | 11,27 | 6,94 m | 14,07 m | 1,99 m | 49,88 | 15,27     | 42,02 m | 4,40 m | 57,50 m | 4:52,08 | 7 507      |